# سرگئی میرونوف
سرگئی میرونوف (روسی: Серге́й Миха́йлович Миро́нов؛ زادهٔ ۱۴ فوریهٔ ۱۹۵۳) سیاستمدار اهل روسیه است.